# Прапор Тартумаа
Прапор Тартумаа (ест. Tartumaa lipp) є офіційним символом Тартумаа, одного з повітів Естонії.

## Опис
Прапор становить собою прямокутне полотнище зі співвідношенням ширини до довжини як 7:11, яке складається з двох рівновеликих горизонтальних смуг: верхньої білої та нижньої зеленої. Посередині білої смуги розміщено герб повіту.
Стандартний розмір прапора 105x165 см.

## Історія
Прапор офіційно впроваджено 25 вересня 1996 року. 